# ویلجان واندرگر
ویلجان واندرگر (انگلیسی: Wiljon Vaandrager؛ زادهٔ ۲۷ اوت ۱۹۵۷) ورزشکار روئینگ اهل پادشاهی هلند است.
وی در مسابقات کشوری و بین‌المللی در مجموع برندهٔ ۱ مدال برنز شده‌است.